# مریل بیلمان
مریل بیلمان (استونیایی: Meril Beilmann؛ زادهٔ ۱۲ ژوئن ۱۹۹۵) ورزشکار دوگانه زن اهل استونی است.